# Åbyfjorden (Bamble)
 Ikke at forveksle med Åbyfjorden i  Bohuslän i Sverige.
Åbyfjorden er en lille fjord i Bamble kommune i i Vestfold og Telemark fylke i Norge. Den er omkring 3 km lang og har indløb fra den større Rognsfjorden som ligger yderst i Langesundsbugten. Åbyfjorden går ind til Åbyelva ved Åby, og den største ø i  fjorden er Skokleøya. Vinjestrand ligger også i fjorden.  
Yderst på nordsiden af fjorden ligger et af Norsk Hydro største hytteområder: «Hydrostranda».